# 中西洋
中西 洋（なかにし よう、1933年8月27日 - 2018年10月22日）は、日本の経済学者、労働問題研究者。東京大学名誉教授。

## 略歴
- 1933年 東京都生まれ。
- 1957年 東京大学経済学部卒業。
- 1963年 東京大学大学院社会科学研究科応用経済学専門課程博士課程単位取得、東京大学経済学部助手。
- 1967年 東京大学経済学部助教授。
- 1968年 経済学博士（東京大学）。
- 1978年 東京大学経済学部教授。
- 1994年 新潟大学経済学部教授、東京大学名誉教授。
- 1996年 法政大学社会学部教授。
- 2004年 退職。

## 著書
単著
- 『日本における「社会政策」・「労働問題」研究――資本主義国家と労資関係』 東京大学出版会、1979年、増補版1982年
- 『日本近代化の基礎過程――長崎造船所とその労資関係:1855-1900年』上中下 東京大学出版会、1982年・1983年・2003年
- 『〈自由・平等〉と《友愛》――"市民社会":その超克の試みと挫折』 ミネルヴァ書房、1994年
- 『近未来を設計する――「正義」「友愛」そして「善・美」』 東京大学出版会、1998年
- 『《賃金》《職業=労働組合》《国家》の理論――近・現代の骨格を調べて、近未来をスケッチする』 ミネルヴァ書房、1998年

共編著
- 『日本における「新左翼」の労働運動』上下 戸塚秀夫・兵藤釗・山本潔共著 東京大学出版会、1976年
- 『公共部門の争議権』 小宮隆太郎ほか共編 東京大学出版会、1977年
- 『福祉士の待遇条件』 京極高宣共編著 第一法規出版、1990年
- 『個人と共同体の社会科学――近代における社会と人間』 西村豁通・竹中恵美子共編著 ミネルヴァ書房、1996年
- 『インドと中国の真実』 星野進保共著 ミネルヴァ書房、2007年